# 三首人

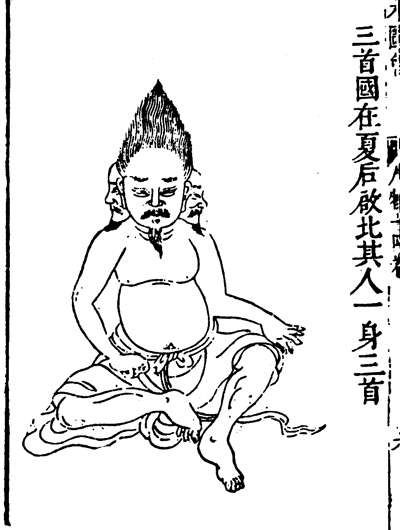
王圻『三才図会』より「三首国」

三首人（さんしゅじん）は中国に伝わる伝説上の人種である。古代中国では南方に位置する国に棲んでいたとされる。

## 概説
古代中国の地理書『山海経』の海外南経によると、三首国は不死国・岐舌国の東、周饒国・長臂国の西にあり、三首人は顔を3つもつ人間の姿だという。

## 三首人の登場する作品
葛飾北斎『北斎漫画』
第3編（1815年）に描かれている。